# Josée Bélanger
Josée Bélanger (Coaticook, 14 de maio de 1986) é uma futebolista canadense que atua como defensora.

## Carreira
Josée Bélanger integrou a Seleção Canadense de Futebol Feminino, medalha de bronze na Rio 2016.